# Свети Илия (Добрево)
Вижте пояснителната страница за други значения на Свети Илия.
„Свети Илия“ (на македонска литературна норма: „Свети Илија“) е българска възрожденска православна църква в кратовското село Добрево, източната част на Република Македония. Част е от Пробищипското архиерейско наместничество на Брегалнишката епархия на Македонската православна църква – Охридска архиепископия.
Църквата е построена във втора половина на XIX век. В архитектурно отношение представлява доста голяма еднокорабна сграда. На дървения иконостас има 29 икони на неизвестен автор от 1872 година.